# 人肉路障截停非法賽車事件
人肉路障截停非法賽車事件發生於2009年7月13日的香港九龍觀塘繞道，警務人員截停香港市民的私家車等的車輛，作為路障以堵非法賽車，最後因為意外而導致部分被徵用的車輛損毀。

## 事發經過
警察透過指揮及控制中心知悉多輛車輛正在進行非法賽車的報警，於凌晨1時29分，一名警長發現約20輛私家車沿秀茂坪道飛馳往將軍澳，涉及10多輛車的車隊沿著寶琳北路折返，高速向觀塘繞道往秀茂坪駛去，遂響起警察電單車的警號作出追截，至翠林路時，車隊失蹤。
當時觀塘繞道近麗港城一段正在進行加建隔音屏障工程，該路段的車速限制是每小時50公里。按照目擊者的引述，當時的車速高達每小時160公里，比較當時的觀塘繞道每路段車速限制超出2至3.2倍。同時，一隊警務人接獲報警，遂駕駛往觀塘繞道近觀塘碼頭對開一個彎位時，並且隨即設立路障，並且將衝鋒車斜向泊於觀塘繞道西行線的中線，同時示意幾輛途經的車輛，包括3輛的士、一輛私家車及1輛輕型貨車分別停泊於3條行車線上，以製造阻塞屏風，以堵截隨後而至的飛車車隊。
正當人員打算拿出工具設置路障之際，10多輛私家車高速駛至，並且衝向停在3條線的車輛，造成嚴重的連環碰撞，部分私家車在碰撞後更利用車與車之間的空隙向前逃走，亦有私家車向後逆線逃，其中3名被告當場被拘捕。其他人員接報窮追，其中一輛逆線駛入偉發道麗港公園外，因為車身撞毀至拋錨，司機棄車逃去，一名警署警長駕駛警察電單車追至，下車後與司機糾纏間被襲受傷，司機棄下車上受傷的女乘客逃去，女乘客及警署警長其後被一併送進醫院。至於案中其他被告，分別則在案發現場附近和長沙灣批發市場被捕。

## 後續
同月14日，時任警務處處長鄧竟成向外界道歉。其後，警隊作出檢討，並且制訂有關路障指引，同時向前線人員發出處長訓令，日後設立路障前亦須先進行風險評估等。
2010年11月，5名被告被控危險駕駛罪名成立，分別被判入獄12至16月，停牌3年。
不幸的是，相隔9年後的2018年2月11日，在粉嶺公路追截一輛涉嫌違例高速行駛的七人車時，懷疑再度以市民車輛作「人肉路障」，導致5車相撞，2人死亡，包括七人車司機及男乘客，多人受傷。
2024年8月23日，警察再次在公主道懷疑再度以市民車輛作「人肉路障」，截停一輛快餐車，案情有待跟進。